# Kasper Geschkau

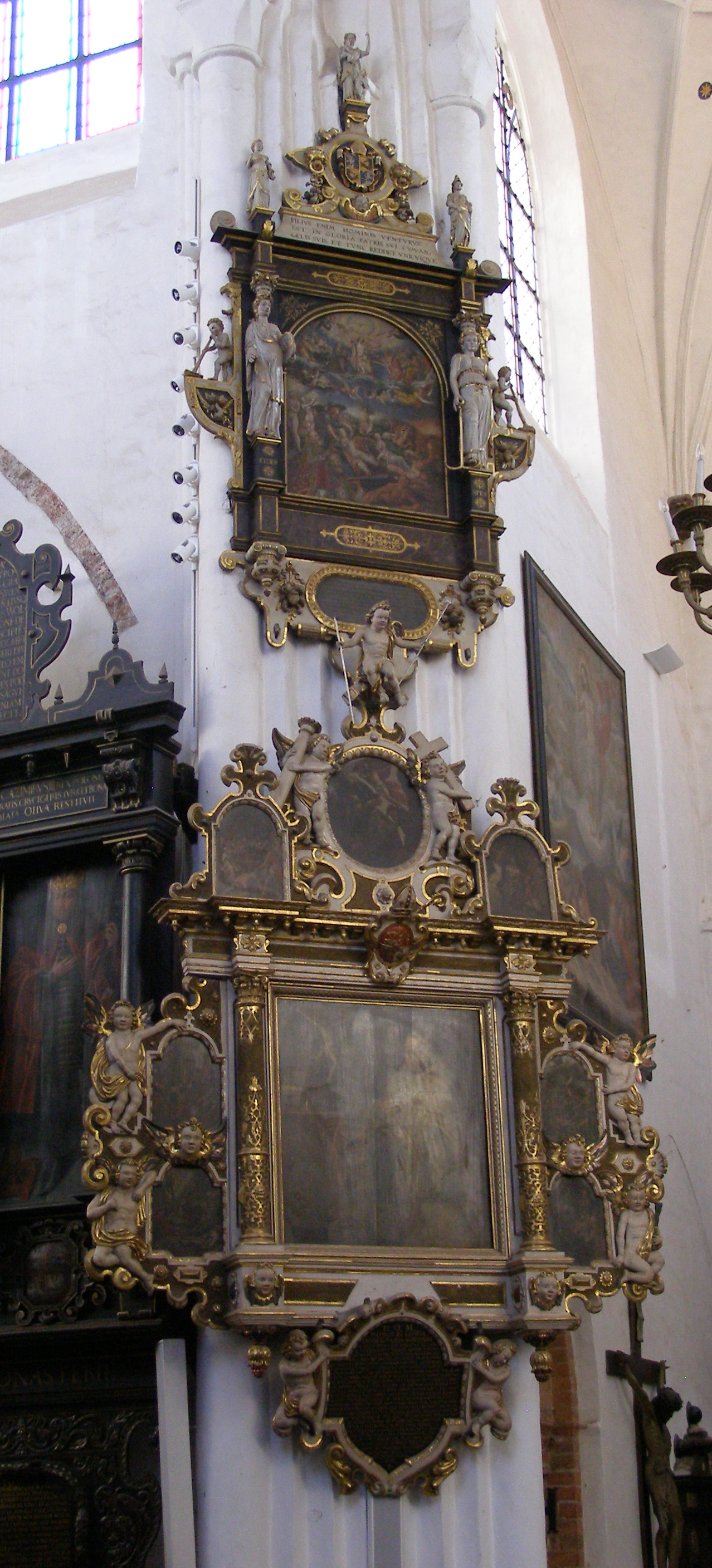
Katedra Oliwska - epitafia opatów Kacpra Geschkaua (u góry) i Dawida Konarskiego (dolne)

Kasper Geshaw, Kasper Geschkau, Girskow herbu własnego (ur. ok. 1520 w Chojnicach, zm. 7 kwietnia 1584 w Gdańsku) – urzędnik królewski, opat oliwski, sekretarz Stefana Batorego.
Studiował na Uniwersytecie w Lipsku (1541–1544, 1541, 1551), gdzie został dziekanem jednego z kolegiów - Frauenkolleg (Collegium Beatae Virginis). We Francji przyjął święcenia kapłańskie i wstąpił do zakonu Cystersów. W 1555 nobilitowany w Wilnie przez króla Zygmunta II Augusta. Następnie osiadł w klasztorze cystersów w Gdańsku-Oliwie, pełniąc w nim dwukrotnie funkcję opata (1557–1560, 1569–1584). W 1561 uczestniczył w synodzie w Warszawie, w 1563 mianowany przez króla administratorem części diecezji pomezańskiej, od 1566 sekretarz królewski, w 1568 członek Komisji Morskiej i sekretarz tzw. komisji Karnkowskiego. W latach 1571–1574 był oficjałem gdańskim i pomorskim.